# Pont-l'Abbé-d'Arnoult
Pont-l'Abbé-d'Arnoult là một xã trong tỉnh Charente-Maritime trong vùng Nouvelle-Aquitaine tây nam nước Pháp. Xã này nằm ở khu vực có độ cao từ 6-41 mét trên mực nước biển.